# Stenka Razin (film)
Stenka Razin (denumire originală «Понизовая вольница», «Стенька Разин» sau «Стенька Разин и княжна») este un film alb-negru mut rusesc din 1908, regizat de Vladimir Romașkov și produs de Alexander Drankov. Este primul film rus narativ complet.
Filmul cu o durată de 10 minute prezintă un moment fictiv din viața cazacului Stenka Razin (Evgheni Petrov-Craievschi) și a avut premiera pe 28 octombrie (15 octombrie pe stil vechi) 1908.